# Küvetta

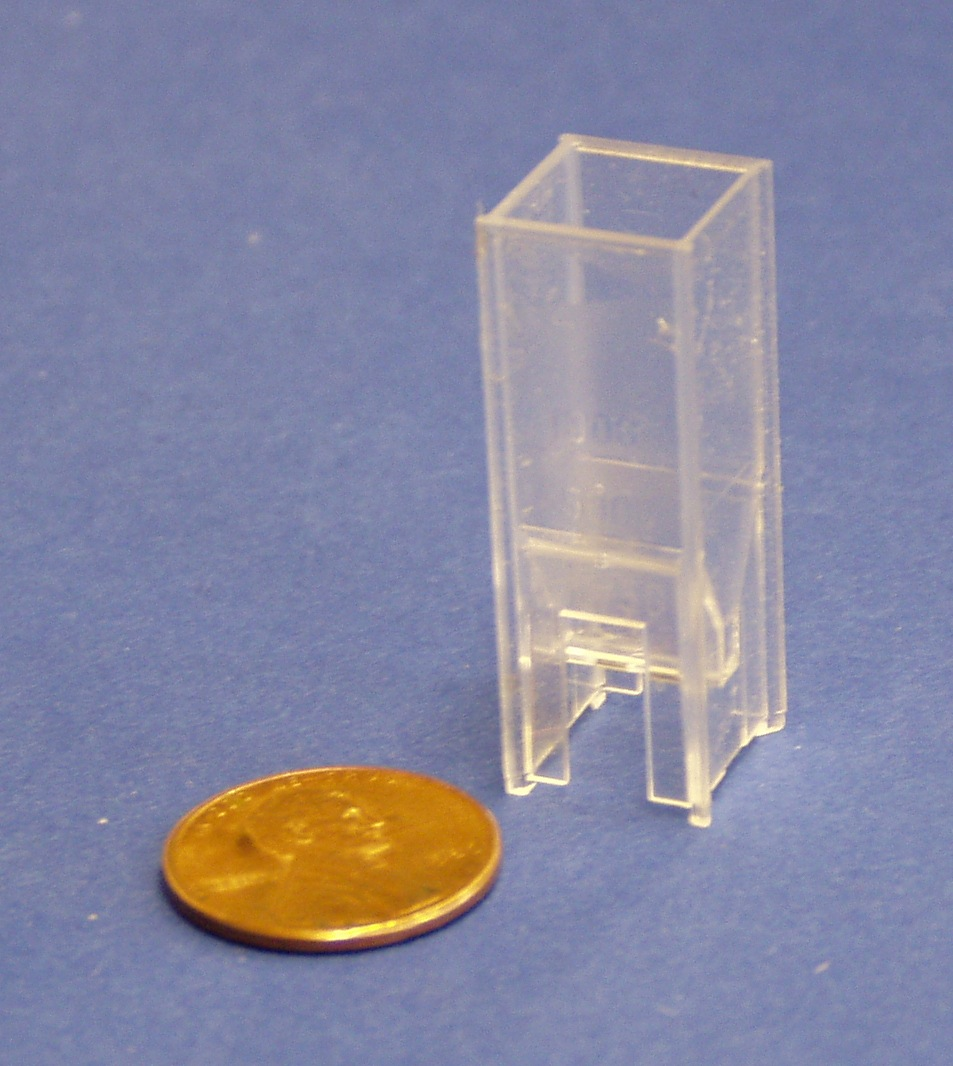
A képen látható műanyag küvettát spektrofotométerben alkalmazzák DNS és RNS koncentrációjának mérésére. Mellette összehasonlításként egy USA egy centes érme látható

A küvetta laboratóriumi edény, mellyel oldatok optikai tulajdonságait mérjük. Többnyire üvegből, kvarcüvegből vagy műanyagból készítik.

## Használatuk
Általában a spektroszkópiai elemzésekre kerülő minták átmeneti tárolói. A küvetták éppen ezért úgy vannak kiképezve, hogy optikailag tiszták, szennyező anyagtól mentesek legyenek és a fényt a lehető legjobban eresszék át. A kémcsőhöz hasonlóan lehet nyitott tetejük is, de különösen gázküvetták esetében jellemző, hogy egy bemenő és egy kimenő üveg- vagy teflondugóval ledugaszolható nyílás van rajtuk. A lezárásra használható parafilm is.
A küvettákkal végzett mérés nagy pontosságú, megfelelő mérési eljárás esetén 4-5 tizedesjegynyi pontossággal is megállapítható az abszorbancia. A küvetták meglehetősen drágák és emellett élettartamuk korlátozott, karbantartásuk munkaigényes. Egyszerűbb méréseknél ezért egyszer használatos műanyag küvettákat használnak, amelyekkel 2-3 tizedesjegynyi pontosság érhető el abszorbancia mérésekor. Kémcsőhöz hasonló alakúak, kevésbé tiszták, mint az üveg- vagy kvarcküvetták, főleg a gyors spektroszkópiai elemzéseknél használják, ahol a sebesség fontosabb, mint a pontosság. A műanyag küvetták általában – látható fénybeli méréshez – polisztirolból (PS), ultraibolya tartománybeli méréshez polimetilmetakrilátból (PMMA) készülnek.

## Anyaguk és alakjuk
Általában üvegből, műanyagból vagy optikai minőségű kvarcból készült négyzet, téglalap vagy kör alapú hasáb. A kvarcküvettákat (jelük Q = quartz, UV) ultraibolya fény esetében alkalmazzák, ugyanis ezt a fényt a közönséges üveg elnyeli. Az optikailag tiszta üvegből (jelük: OG = optical glass, vagy G = glass) készült küvettákat akkor használjuk, ha a látható fény tartományában végezzük a mérést. Elérhetőek olyan küvetták is, amelyek speciális optikai üvegekből készültek (például OS = Optisches Glas), amelyek szélesebb tartományban alkalmasak mérésre, mint a közönséges optikai üvegből készültek, azonban a kvarcküvettáknál olcsóbbak.
Az üveg- és kvarcküvetták általában olyan kivitelűek, hogy egyik szemközti oldalpárjuk sima, átlátszó felületű, másik oldalpárjuk áttetsző és durva felületű. A küvetta így a durva felületén fogható meg kézzel és tehető be a spektrométerbe, a sima felülete pedig a fény útjába esik, így ezt nem szabad kézzel megfogni a szennyeződések elkerülése végett. A fluorimetriában (fluoreszcenciás spektroszkópia) használt küvetták mind a négy oldalukon simák és átlátszóak. A fluorimetriás mérés elve ugyanis az, hogy a megvilágított anyag fényt bocsát ki (fluoreszkál), és ezt a fényt a megvilágító fényre merőlegesen mérjük.
A standard folyadék küvetták (makroküvetta) jellemzően 1×1×3 vagy 4 cm méretűek, hogy egyszerű számolást tegyenek lehetővé az abszorpciós koefficiensekkel (lásd Lambert–Beer-törvény). Térfogatuk általában 3 ml vagy kevesebb, a magasságtól függően. A szemimikroküvetták közelítőleg 0,8 ml térfogatúak. A mikroküvetták és ultramikroküvetták nagyon kis térfogatú oldatok (akár néhány mikroliter) mérésére alkalmasak. Mivel ezekben a küvettákban a fény jelentős részben nem a mintán keresztül halad, hanem a minta környezetében, így ezen küvetták oldala gyakran maszkírozott, vagyis be van feketítve, így viszonylag kis résen halad csak át a fény. Ha ezt nem tennénk meg, túl fényes lenne a háttér, ami azt jelenti, hogy a minta kis fényelnyelése miatt az eredeti fényerő és a minta utáni fényerő közel azonos lenne, vagyis a mérés igen pontatlanná válna. Így elkerülhető a pontosság romlása. Egyes küvettákon feltüntetik a küvetta faktorát, azaz a küvetta tényleges optikai fényútját. Ideális esetben ez a fényút 1 cm-rel egyenlő, azonban a gyártási pontatlanságok miatt ez változhat.

## Speciális típusok
Különleges küvetták a tandem küvetták, melyek két részre vannak osztva egy üveg válaszfallal. Ezzel felvehető spektrum a két elválasztott oldatról, és spektrum a kevert oldatról is. A folyadékkromatográfiában Z alakú átfolyó küvettát használnak, ami azt jelenti, hogy a küvettába nem egy álló oldatot töltünk be, hanem a mérés során is folyamatosan áramlik a küvettán belüli közeg. Különleges esetekben használják a termosztált küvettákat is, melyekkel az oldat állandó hőmérsékleten tartható.
A cirkuláris dikroizmus mérésénél használt küvettákat nem szabad mechanikai feszültségnek kitenni (megnyomni, szorítani), mivel a feszültség a küvettában a kettős törés jelenségét alakíthatja ki, és ez befolyásolhatja a mérést.

## Fordítás
- Ez a szócikk részben vagy egészben  a   Cuvette című angol Wikipédia-szócikk ezen változatának fordításán alapul.  Az eredeti cikk szerkesztőit annak laptörténete sorolja fel. Ez a jelzés csupán a megfogalmazás eredetét és a szerzői jogokat jelzi, nem szolgál a cikkben szereplő információk forrásmegjelöléseként.
- Ez a szócikk részben vagy egészben  a   Kyveta című cseh Wikipédia-szócikk ezen változatának fordításán alapul.  Az eredeti cikk szerkesztőit annak laptörténete sorolja fel. Ez a jelzés csupán a megfogalmazás eredetét és a szerzői jogokat jelzi, nem szolgál a cikkben szereplő információk forrásmegjelöléseként.